# Епархия Роттенбург-Штутгарта
Епархия Роттенбург-Штутгарта (лат. Dioecesis Rottenburgensis-Stutgardiensis, нем. Bistum Rottenburg-Stuttgart) — епархия Римско-католической церкви в составе архиепархии-митрополии Фрайбурга в Германии. В настоящее время епархией управляет епископ Гебхард Фюрст. Вспомогательные епископы — Йоханнес Крайдлер, Томас Мария Ренц.

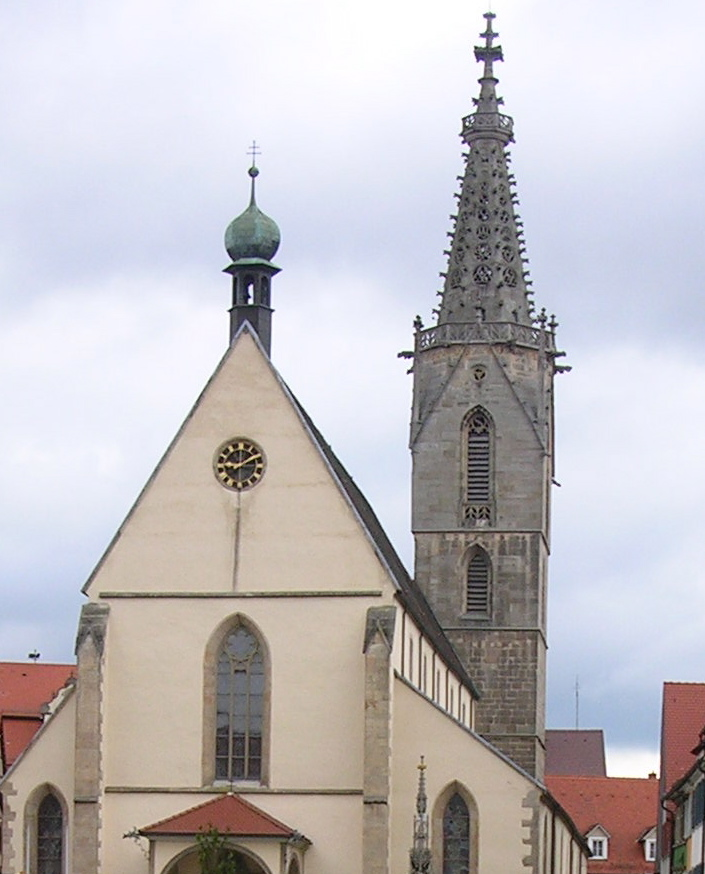
Собор Святого Мартина, Роттенбург-на-Неккаре

По состоянию на .... год клир епархии включает 1 099 священников (912 епархиальных и 187 монашествующих священников), 267 диаконов, 228 монахов, 3 140 монахинь.

## Территория
В юрисдикцию епархии входят 1 037 приходов на востоке земли Баден-Вюртемберг.
Все приходы объединены в 25 деканатов.
Кафедра епископа находится в городе Роттенбург-на-Неккаре в церкви Святого Мартина. В городе Штутгарт находится сокафедральный Собор Святого Эберарда.
На территории епархии, в Тюбингенском университете, находится один из самых известных факультетов теологии в Европе. Сегодня факультет разделен на две ветви — протестантскую и католическую.

## История
Значительную часть епархии составляют территории бывшего Констанцского епископства. Кафедра в Констанце была основана в VI веке, после перенесение в город древней епископской кафедры Виндониссы. Вначале епархия Констанца была епископством-суффраганством митрополии Безансона, но в VIII веке вошла в состав церковной провинции архиепархии Майнца. Под юрисдикцией епархии находилась большая часть Швейцарии и Баден-Вюртемберга, а также небольшая часть Австрии.
С XIII века до 1802 года епископство Констанц имело статус церковного княжества в составе Священной Римской империи.
В 1527 году, в разгар протестантской Реформации, резиденция епископов была перенесена в Меерсбург. В 1802 году епископы утратили светскую власть, и княжество стало частью Великого герцогства Баден.
Епархия Констанца была упразднена Папой Пием VII в 1821 году при Генрихе Игнаце фон Вессенберге, назначенном правительством Бадена местоблюстителем, но не признанным Святым Престолом. Папа был противником концепции либерального католицизма, которой придерживался Вессенберг, и упразднил епархию, чтобы предотвратить его избрание в епископы. Территория констанцской епархии была разделена между двумя новыми диоцезами: архиепархией Фрайбурга и епархией Роттенбурга 16 августа 1821 года буллой Provida solersque.
18 января 1978 года епархия приняла новое название епархии Роттенбург-Штутгарта.

## Ординарии епархии
- Йоханн Баптист фон Келлер[нем.] (28.01.1828 — 17.10.1845);
- Йозеф фон Липп[нем.] (14.06.1847 — 03.05.1869);
- Гефеле, Карл-Йозеф (17.06.1869 — 05.06.1893);
- Вильгельм фон Райзер[нем.] (05.06.1893 — 11.05.1898);
- Франц Ксавер фон Линсенман[нем.] (20.07.1898 — 21.09.1898);
- Пауль Вильгельм фон Кепплер[нем.] (11.11.1898 — 16.07.1926);
- Йоханнес Баптиста Шпроль[нем.] (29.03.1927 — 04.03.1949) / Макс Коттман;
- Карл Йозеф Лайпрехт[нем.] (04.07.1949 — 04.06.1974);
- Георг Мозер[нем.] (12.03.1975 — 09.05.1988);
- Вальтер Каспер (17.04.1989 — 31.05.1999);
- Гебхард Фюрст[нем.] (с 7 июля 2000 года — по настоящее время).

## Статистика
На конец 2010 года из 5 064 000 человек, проживающих на территории епархии, католиками являлись 1 921 236 человек, что соответствует 37,9 % от общего числа населения епархии.
| год  | население | население | население | священники | священники        | священники         | священники                           | постоянные диаконы | монахи  | монахи  | приходы |
| год  | католики  | всего     | %         | всего      | белое духовенство | черное духовенство | число католиков на одного священника | постоянные диаконы | мужчины | женщины | приходы |
| ---- | --------- | --------- | --------- | ---------- | ----------------- | ------------------ | ------------------------------------ | ------------------ | ------- | ------- | ------- |
| 1950 | 1.302.664 | 3.316.865 | 39,3      | 1.290      | 1.026             | 264                | 1.009                                |                    | 399     | 5.387   | 754     |
| 1970 | 1.991.471 | 4.993.138 | 39,9      | 1.634      | 1.351             | 283                | 1.218                                | 20                 | 415     | 5.597   | 934     |
| 1980 | 2.118.341 | 5.349.000 | 39,6      | 1.582      | 1.191             | 391                | 1.339                                | 77                 | 500     | 3.958   | 981     |
| 1990 | 2.061.936 | 5.000.000 | 41,2      | 1.401      | 1.051             | 350                | 1.471                                | 117                | 440     | 3.012   | 996     |
| 1999 | 2.043.672 | 5.000.000 | 40,9      | 1.211      | 972               | 239                | 1.687                                | 207                | 334     | 3.110   | 996     |
| 2000 | 2.034.518 | 5.000.000 | 40,7      | 1.224      | 981               | 243                | 1.662                                | 199                | 330     | 3.110   | 997     |
| 2001 | 2.025.964 | 5.000.000 | 40,5      | 1.196      | 958               | 238                | 1.693                                | 218                | 326     | 3.110   | 997     |
| 2002 | 2.020.453 | 5.000.000 | 40,4      | 1.162      | 938               | 224                | 1.738                                | 210                | 311     | 3.110   | 997     |
| 2003 | 2.010.661 | 5.000.000 | 40,2      | 1.174      | 961               | 213                | 1.712                                | 205                | 296     | 2.978   | 997     |
| 2004 | 1.998.202 | 5.000.000 | 40,0      | 1.144      | 929               | 215                | 1.746                                | 204                | 298     | 2.978   | 997     |
| 2010 | 1.921.236 | 5.064.000 | 37,9      | 1.099      | 912               | 187                | 1.748                                | 267                | 228     | 3.140   | 1.037   |